# Jan Berger (1895-1961)
Johannes Adriaan (Jan) Berger (Middelburg, 18 december 1895 - Uithuizen, 18 oktober 1961) was een vakbondsbestuurder en voorzitter van het College van Rijksbemiddelaars.

## Biografie
Berger was de zoon van Johannis Berger en Maria Josepha Verdonck. In 1916 trouwde hij met Josina Blokpoel, met wie hij twee dochters en een zoon kreeg; in 1938 trouwde hij met Maria Regina Reyne, met wie hij een dochter en twee zoons kreeg.
In 1915 behaalde Berger zijn HBS-diploma, in 1918 zijn MO-diploma staatsinrichting. In zijn geboortestad was hij inmiddels chef de bureau geworden bij de Raad van Arbeid. In 1920 vertrok hij met zijn ouders naar Vlissingen waar zijn politieke loopbaan begon. Hij was daar secretaris van de Bestuurdersbond en afdelingsvoorzitter van de Centrale Nederlandsche Ambtenaarsbond waar hij ontwikkelingscursussen organiseerde. Hij publiceerde in die tijd ook in Het Volk en De Groene Amsterdammer. In 1927 werd hij voor de SDAP gekozen in de gemeenteraad van Vlissingen wat hij tot 1931 zou blijven. In dat laatste jaar werd hij benoemd tot  assistent-bestuurder van het NVV belast met werklozenzorg. In 1936 werd hij benoemd bij de SDAP als degene die verantwoordelijk werd voor de propaganda voor de partij. In 1939 werd hij benoemd tot voorzitter van de Raad van Arbeid te Groningen.
In de oorlogsjaren dook hij onder, schreef artikelen (onder andere met zijn zoon, de latere DS70'er Jan Berger (1918-1978)) en begon aan de studie rechten; hij behaalde zijn meesterstitel kort na de bevrijding. Hij werd vervolgens lid van het College van Rijksbemiddelaars, vanaf 14 oktober 1946 was hij voorzitter, welke functie hij tot zijn pensioen in 1960 vervulde. Als voorzitter werd hij de belangrijkste representant van de "geleide loonpolitiek'. Bij zijn afscheid als voorzitter werd hij benoemd tot Commandeur in de Orde van Oranje-Nassau.